# Muneville-sur-Mer
Muneville-sur-Mer è un comune francese di 497 abitanti situato nel dipartimento della Manica nella regione della Normandia.
Fa parte del cantone di Bréhal nella circoscrizione (arrondissement) di Coutances.

## Storia

### Simboli
Lo stemma è stato adottato dal comune nel 2024 ed è ispirato al blasone della famiglia	Paynel che possedeva vasti feudi, in particolare nelle parrocchie di Bricqueville, Chanteloup, Hambye e Muneville.
L'aereo evoca il bombardiere leggero Albemarle P1400 del 297º Squadrone della Royal Air Force proveniente dall'Inghilterra, abbattuto da un caccia tedesco la notte tra il 27 e il 28 luglio 1944 che si schiantò sulla cittadina di Muneville-sur-Mer e le tre croci ricordano i tre membri dell'equipaggio rimasti uccisi. I due leopardi d'oro sono simbolo della Normandia.

## Società

### Evoluzione demografica
Abitanti censiti